# Alvarelhos (Trofa)
Alvarelhos era una freguesia portuguesa del municipio de Trofa, distrito de Oporto.

## Historia
Se tiene referencia documental de la existencia de este pueblo desde el año 979 ya que aparece referenciado en un documento del monasterio de Moreira (Maia) que data de esa fecha. Este documento se refiere a Alvarelhos (alvarelios), S. Cristóvão do Muro (sanctum christoforum) y Cedões (zadones - localizado en la freguesia de Santiago de Bougado).[cita requerida]
Fue suprimida el 28 de enero de 2013, en aplicación de una resolución de la Asamblea de la República portuguesa promulgada el 16 de enero de 2013 al unirse con la freguesia de Guidões, formando la nueva freguesia de Alvarelhos e Guidões.